# Tuệ Hiền Hoàng quý phi
Tuệ Hiền Hoàng quý phi (chữ Hán: 慧賢皇貴妃; khoảng 1711 - 25 tháng 2, năm 1745), Cao Giai thị (高佳氏), xuất thân Mãn Châu Tương Hoàng kỳ, là một phi tần của Thanh Cao Tông Càn Long Hoàng đế.

## Tiểu sử

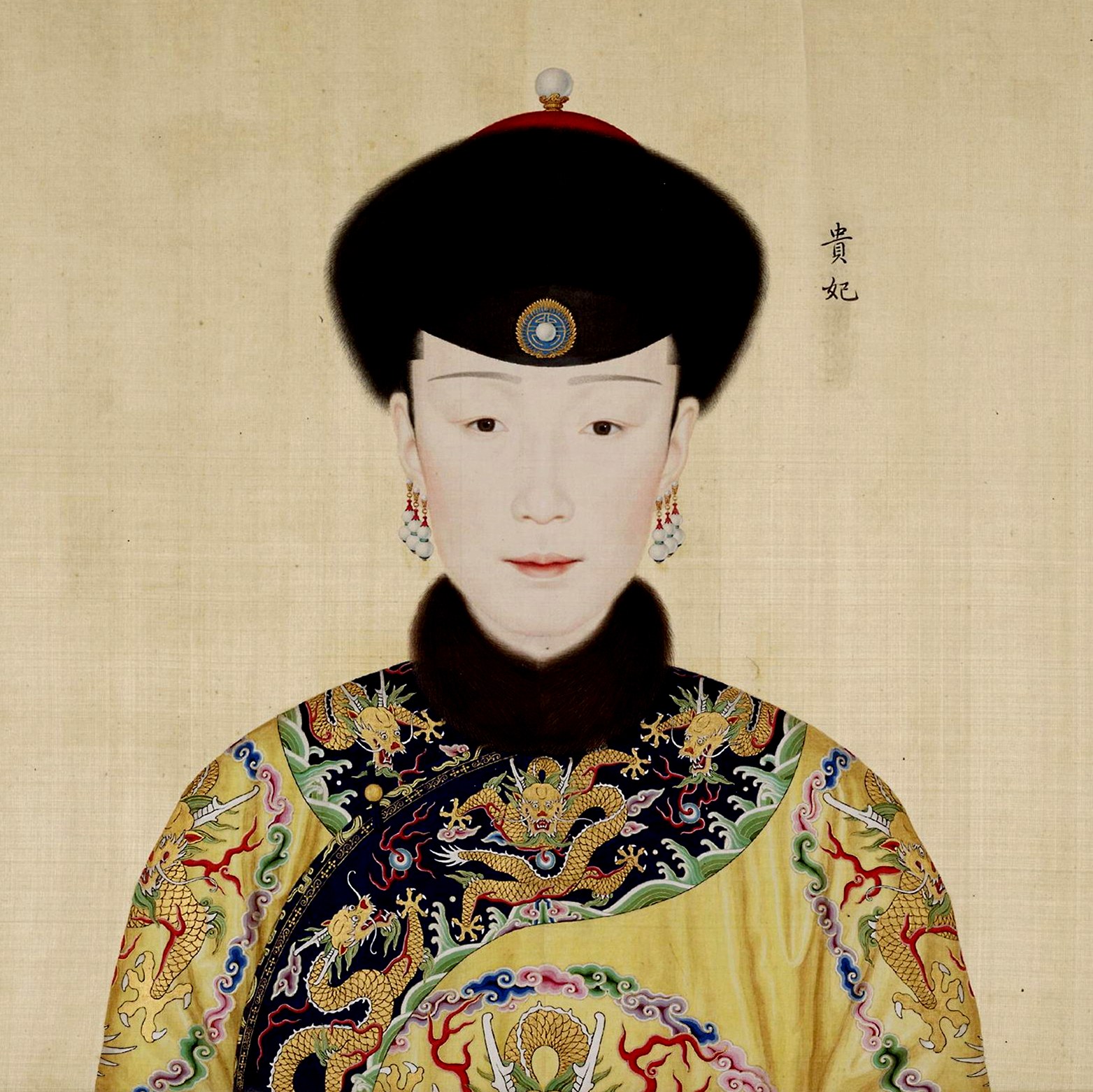
Tuệ Hiền Hoàng quý phi Cao Giai thị

Cao Giai thị nguyên là Cao thị, sinh khoảng cuối năm Khang Hi, xuất thân tầng lớp Bao y, thuộc Tương Hoàng kỳ, thế cư Liêu Dương. Thủy tổ Cao Danh Tuyển (高名選), cũng là Cao tổ phụ của bà, sau khi nhập kì thì ông không làm quan, con trai Cao Đăng Long (高登庸) nhậm đến ngôn quan. Con của Đăng Long là Cao Diễn Trung (高衍中) làm đến Lang trung kiêm Tham lĩnh. Lúc này Cao gia tuy không thể xưng là có gia thế gì lớn, nhưng so với gia đình bình thường cũng là có mặt mũi. Cao Diễn Trung sinh con trưởng Cao Thuật Minh (高述明), con thứ ba Cao Ngọc (高鈺) đều làm Tổng binh.
Cha của Tuệ Hiền Hoàng quý phi là Đại học sĩ Cao Bân (高斌), con trai thứ hai của Diễn Trung, ở triều Ung Chính làm đến Tổng đốc Hà Đạo. Sang triều Càn Long thăng làm Đại học sĩ. Cao Bân có 3 vị chính thê, thứ nhất là Trần thị, thứ hai là Kỳ thị và thứ ba là Mã thị, đều xuất thân con nhà quan viên Nội vụ phủ. Mã thị sinh ba con gái một con trai, Cao thị là con gái trưởng (hoặc là con thứ, do trưởng tỷ mất sớm), em gái bà được gả cho Ngạc Thật (鄂實), con trai Ngạc Nhĩ Thái. Em trai bà Cao Hằng (高恆), cũng là xuất sĩ cao quan.
Xuất thân từ Thượng tam kỳ Bao y, nên gia đình của bà chịu sự quản lý của Nội vụ phủ, gọi là Nội vụ phủ Bao y. Do gia đình của họ Cao nhiều thế hệ làm quan cao, nên hôn nhân trong gia tộc cũng được chăm chút, hai cô mẫu của Cao thị đều được gả cho quan viên cao cấp trong Nội vụ phủ. Đến thời con gái của Cao Bân là Cao thị, phạm vi hôn nhân không còn trong khu vực Nội vụ phủ nữa, ví dụ chính là việc em gái bà kết hôn với Ngạc Thật. Vào thời Ung Chính, Ung Chính Đế cho tuyển Cao thị nhập cung hầu hạ Bảo Thân vương Hoằng Lịch, danh phận ["Sử nữ"; 使女], nghĩa là hầu gái, đồng dạng với Cách cách.
Năm Ung Chính thứ 12 (1734), Cao thị được đích thân Ung Chính Đế ra chỉ tấn thăng làm Trắc Phúc tấn, địa vị chỉ dưới duy nhất Đích Phúc tấn Phú Sát thị và đồng vị với Trắc Phúc tấn Na Lạp thị. Tham khảo cung đình quy chế triều Thanh, được vị trí Trắc Phúc tấn một là chỉ định trực tiếp từ Bát Kỳ tuyển tú, hoặc là hầu thiếp sinh dục con cái mà được phong. Tuy nhiên, Cao thị dù không sinh dục con cái, vẫn có thể trở thành Trắc Phúc tấn. Xét vào thời gian bà được sách phong (tức là năm Ung Chính thứ 12), lúc ấy là khi cha bà Cao Bân được triều đình trọng dụng, nên vị trí Trắc Phúc tấn này của bà có khả năng như một "phần thưởng" vậy. Cao thị từ khi được định vào hầu Hoằng Lịch, hẳn là do Ung Chính Đế đã có ý ban cho danh vị Trắc Phúc tấn, nhưng do xuất thân Bao y mà không thể trực tiếp chỉ định trong Bát Kỳ tuyển tú mà thôi.

## Đại Thanh tần phi

### Sơ phong Quý phi
Năm Ung Chính thứ 13 (1735), ngày 3 tháng 9 (âm lịch), Bảo Thân vương Hoằng Lịch kế vị, sử gọi [Càn Long Đế]. Ngày hôm ấy, Hoàng đế tấn tôn sinh mẫu Hi phi Nữu Hỗ Lộc thị làm Hoàng thái hậu, Đích phi Phú Sát thị dụ lập làm Hoàng hậu.
Sang ngày 24 tháng 9 (âm lịch) cùng năm, Càn Long Đế dụ phong tước vị cho các phi tần ở tiềm để, Trắc phi Cao thị làm Quý phi, rồi đem gia tộc Bao y Cao thị nâng kỳ, nhập thành Mãn Châu Tương Hoàng kỳ, thân phận Bao y hoàn toàn được gột rửa, điều này cũng làm tăng thân phận, xuất thân và địa vị của Cao thị trong hậu cung hơn bao giờ hết. Trong hậu cung, Cao thị là Quý phi duy nhất, ngay sát dưới là Nhàn phi Na Lạp thị, Thuần tần Tô thị cùng Nghi tần Hoàng thị. Do Càn Long Đế còn đang để tang, nên Cao thị vẫn chưa chính thức hành lễ sắc phong Quý phi, mà phải đợi sang năm thứ hai.
Năm Càn Long thứ 2 (1737), vào ngày 4 tháng 12 (âm lịch), lấy Bảo Hòa điện Đại học sĩ Trương Đình Ngọc làm Chính sứ, Nội các Đại học sĩ Tác Trụ (索柱) làm Phó sứ, tuyên sắc lễ tấn Trắc Phúc tấn Cao thị làm Quý phi.

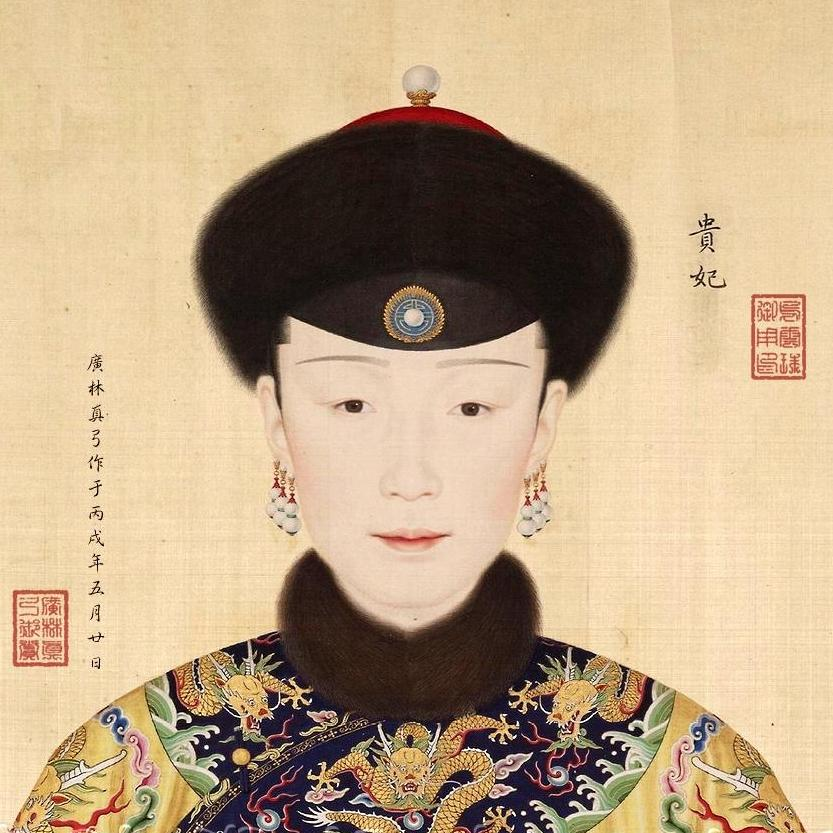
Quý phi Cao thị sơ phong

Niên hiệu Sùng Đức thời Hoàng Thái Cực, sách lập Hiếu Đoan Văn hoàng hậu cùng sách phong Tứ phi là Thần phi Hải Lan Châu, Quý phi Na Mộc Chung, Thục phi Ba Đặc Mã Tảo và Trang phi Bố Mộc Bố Thái, Hoàng Thái Cực đã cho làm lễ [Khánh hạ; 慶賀] cho cả triều đình chúc mừng. Trong dịp ấy, Công chúa, Vương phi và Mệnh phụ nhập triều bái lạy Hoàng hậu, đồng thời cũng bái lạy Tứ phi bằng [Tứ túc nhị quỵ nhị khấu lễ; 四肃二跪二叩礼]. Sang thời Ung Chính, ông lập Hiếu Kính Hiến hoàng hậu và cử hành Khánh hạ, do đó Đôn Túc Hoàng quý phi Niên thị cũng được vinh dự nhận lễ từ các mệnh phụ vào triều bái. Đến triều Càn Long, lễ sắc phong của Cao thị được làm ngay lễ sách lập của Hoàng hậu Phú Sát thị, do đó Càn Long Đế căn cứ theo tiền lệ của  Đôn Túc Hoàng quý phi, cho phép Quý phi Cao thị được hưởng quy lễ nhận bái kiến của Công chúa, Thân vương Phúc tấn và Cáo mệnh phu nhân với lễ bái [Tứ túc nhị quỵ nhị khấu lễ].
Về sau, sách phong Gia Quý phi Kim thị ngay dịp Kế Hoàng hậu Na Lạp thị được sách lập Hoàng quý phi, do lễ lập Hoàng quý phi cử hành Khánh hạ y như lễ lập Hậu nên có quan viên tấu lên chiếu theo lệ của Cao thị mà cho Gia Quý phi được nhận lễ bái, thế nhưng Càn Long Đế không bằng lòng. Lý do cho sự khác biệt này, Càn Long Đế phê định rằng từ vị Trắc Phúc tấn phong ngay Quý phi trong dịp đại điển lập Hậu, khác với phi tần cấp dưới được tấn phong lên, cho nên đều không thể như nhau. Từ đó, Càn Long Đế cho sách Hội điển ghi tiền lệ của Quý phi Cao thị, quy định cho các Quý phi sơ phong từ tiềm để, lại được cùng phong với Hoàng hậu trong các dịp đại điển khánh hạ đều có thể nhận triều bái của mệnh phụ, khác với Quý phi tấn phong.
Căn cứ theo Điền thương nhật (填仓日) của Càn Long Đế ngự thi, thì Cao thị được ban Thiều Cảnh hiên (韶景轩) trong Viên Minh Viên, cũng xét trong "Tiết thứ chiếu thường thiện để đương" (节次照常膳底档), thì Cao thị có khả năng ngự ở Chung Túy cung khi ở Tử Cấm Thành.

### Tấn phong Hoàng quý phi
Năm Càn Long thứ 10 (1745), ngày 23 tháng 1 (tức ngày 23 tháng 2 dương lịch), Quý phi Cao thị hấp hối, Càn Long Đế ra chỉ dụ nâng lên thành Hoàng quý phi.
Ngày hôm ra chỉ dụ, Càn Long Đế còn nâng địa vị một loạt các phi tần khác, như Nhàn phi Na Lạp thị và Thuần phi Tô thị đều thăng Quý phi, Du tần lên Phi, Quý nhân Ngụy thị lên Lệnh tần. Sang ngày 25 tháng 1 (tức ngày 25 tháng 2 dương lịch), Hoàng quý phi Cao thị qua đời, không rõ bao nhiêu tuổi, chưa kịp có lễ sách phong. Ngày 26 tháng ấy, ban tặng thụy hiệu là Tuệ Hiền Hoàng quý phi (慧賢皇貴妃). Sinh thời Cao thị không có phong hiệu, chỉ khi mất mới có thụy hiệu. Theo Hồng xưng thông dụng (鴻稱通用) của Nội vụ Phủ, chữ "Tuệ" Mãn văn đọc là 「ulhisu」, có nghĩa "nhanh nhạy", còn "Hiền" là 「erdemungge」, ý là "Có đức", đây cũng là chữ Hiền trong thụy hiệu của Hiếu Hiền Thuần hoàng hậu.
Tháng 4, làm lễ sách thụy cho Tuệ Hiền Hoàng quý phi và Triết Mẫn Hoàng quý phi, sai quan tế Thái Miếu hậu điện và Phụng Tiên điện.

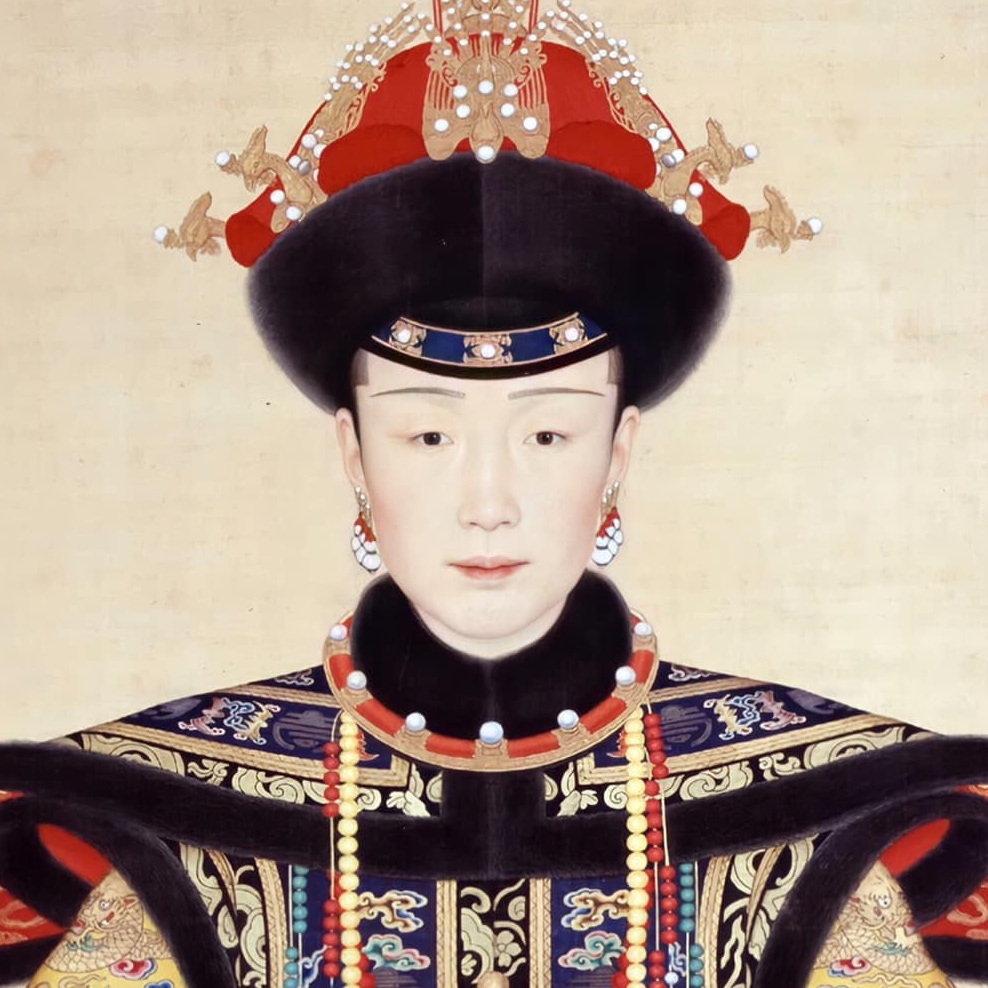
Tuệ Hiền Hoàng quý phi Cao thị

## Hậu sự

### Thơ tưởng niệm của Càn Long
Năm Càn Long thứ 15 (1752), bà được tạm an trong Tĩnh An trang (静安庄) thuộc Thanh Đông lăng. Sau khi bà mất, Càn Long Đế rất thương tiếc, thường làm thơ điếu tặng bà, gọi là "Tuệ Hiền Hoàng quý phi vãn thi điệp cựu tác xuân hoài thi vận" (慧賢皇貴妃挽诗叠旧作春怀诗韵).
Theo ngự chế thơ của Càn Long Đế, cùng với tế văn Tuệ Hiền Hoàng quý phi của Cao thị, đương thời Cao thị khi còn là Quý phi rất được lòng Càn Long Đế và Hiếu Hiền Thuần Hoàng hậu, được đương thời gọi là [Tá trợ Trung cung; 佐助中宫], sau khi Hiếu Hiền Thuần Hoàng hậu qua đời thì Càn Long Đế còn treo bức họa của Tuệ Hiền Hoàng quý phi bên cạnh tranh của Hoàng hậu trong Trường Xuân cung. Bà cũng là người có hiểu biết thi thơ, rất được Càn Long Đế tán thưởng, gọi là "Vưu đam văn chương" (尤耽文翰). Sau này Càn Long Đế cứ đến mỗi ngày giỗ của bà đều làm thơ tiếc thương. Ngoài Hiếu Hiền Thuần Hoàng hậu, thì Tuệ Hiền Hoàng quý phi là phi tần duy nhất khiến Càn Long Đế qua nhiều năm vẫn giữ việc viết thơ tưởng nhớ như vậy.
Do Tuệ Hiền Hoàng quý phi qua đời vào ngày Điền Thương nhật (填仓日; sung lương vào kho), nên hằng năm cứ đến ngày này, Càn Long Đế đều viết thơ thương nhớ bà.
Năm Càn Long thứ 17 (1754), ngày 17 tháng 10 (âm lịch), bà được an táng vào địa cung Dụ lăng, bên cạnh Hiếu Hiền Thuần hoàng hậu và Triết Mẫn Hoàng quý phi. Bà là một trong số 5 vị hậu phi được an táng cùng Càn Long Đế trong địa cung của Dụ lăng, bên cạnh Hiếu Hiền Thuần hoàng hậu, Hiếu Nghi Thuần hoàng hậu, Triết Mẫn Hoàng quý phi và Thục Gia Hoàng quý phi. Thần vị của bà được đặt ở trung tâm Tây Noãn các trong Long Ân điện (隆恩殿), phía Tây là bài vị của Thục Gia Hoàng quý phi, và phía Đông là bài vị của Triết Mẫn Hoàng quý phi.

### Gia tộc hậu đãi
Vào năm Gia Khánh thứ 23 (1819), Thanh Nhân Tông Gia Khánh Đế đem dòng họ Tương Hoàng kỳ Cao thị đổi ngọc phả, chính thức sửa tên họ thành Cao Giai thị (高佳氏) cho phù hợp với vị thế Mãn Châu thế gia.
Em trai bà Cao Hằng cùng con trai Cao Phát (高朴), sau khi Tuệ Hiền Hoàng quý phi qua đời bị tội ở triều Càn Long và bị xử tử, song gia đình Cao thị vẫn giữ nguyên địa vị vốn có. Con trai thứ Cao Phương (高枋), Cao Thức (高栻) và Cao Kỷ (高杞) đều vẫn duy trì hôn nhân với gia tộc quyền quý, cụ thể là Cao Kỷ nhậm đến Tổng đốc Thiểm Cam, lại lấy con gái thứ 9 của Tổng đốc Ái Tất Đạt (愛必達) của Nữu Hỗ Lộc thế gia. Con trai Cao Trác (高焯) cũng lấy con gái nhà Hoằng Nghị công phủ Nữu Hỗ Lộc. Thẳng đến hai triều Đạo Quang và Hàm Phong, gia tộc Cao Giai thị vẫn giữ vững vị trí thế gia liệt tộc.
Ngoài ra, nhánh của Cao Thật Minh, bá phụ của Tuệ Hiền Hoàng quý phi vẫn tiếp tục được thiện đãi, thậm chí có phần cao hơn nhánh của Cao Bân. So ra như vậy, dòng dõi Tuệ Hiền Hoàng quý phi vẫn tiếp tục hưng thịnh suốt đời Thanh.

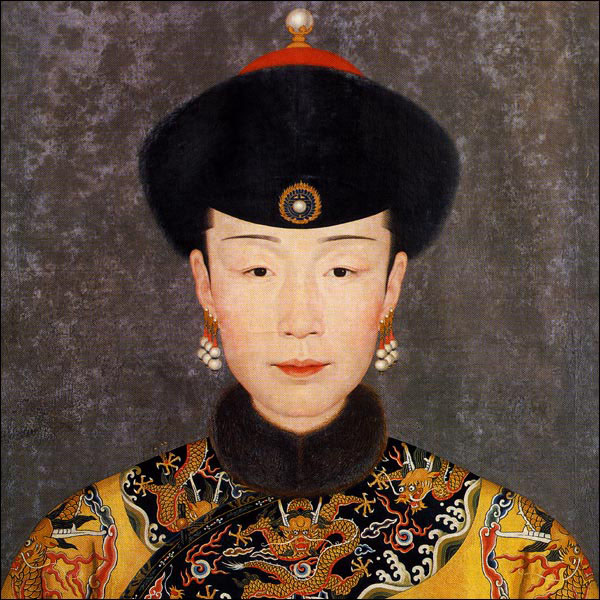
Chân dung Tuệ Hiền Hoàng quý phi

## Trong văn hóa đại chúng
| Năm  | Phim                             | Diễn viên       | Nhân vật               |
| 2008 | 《Thượng thư phòng》 (上书房)    | Hà Miêu (何苗)  | Tuệ Như (慧如)         |
| 2018 | 《Như Ý truyện》 (如懿传)        | Đồng Dao (童瑶) | Cao Hy Nguyệt (高晞月) |
| 2018 | 《Diên Hi Công Lược》 (延禧攻略) | Đàm Trác (谭卓) | Cao Ninh Hinh (高宁馨) |